# Epigomphus armatus
Epigomphus armatus är en trollsländeart som beskrevs av Friedrich Ris 1918. Epigomphus armatus ingår i släktet Epigomphus och familjen flodtrollsländor. IUCN kategoriserar arten globalt som starkt hotad. Inga underarter finns listade i Catalogue of Life.